# Addrup
Addrup is een dorp in het Landkreis Cloppenburg in de Duitse deelstaat Nedersaksen.

## Aardrijkskunde
Addrup grenst aan de dorpen Gut Lage, Uptloh, Bevern, Calhorn en Stadtsholte binnen de gemeente Essen (Oldenburg). In het oosten grenst Addrup aan Lüsche in de gemeente Bakum in het Landkreis Vechta. Addrup ligt op de grens van de Landkreise Cloppenburg en Vechta, in het centrum van het Oldenburgische Münsterland.

## Geschiedenis
Het eerste schriftelijke bewijs van Addrup's bestaan dateert uit 950, het dorp heette aanvankelijk Adathorpe. In 1340 veranderde de naam in Addorpe, in 1376 heette het Adorpe.
In de middeleeuwen vestigde de graaf van Tecklenburg in Addrup een veemgericht. Het dorp maakte later deel uit van het Prinsbisdom Münster, het Hertogdom Oldenburg, het Departement van de Boven-Eems, later een deel van het Groothertogdom Oldenburg, de Vrijstaat Oldenburg en de Gouw Weser-Ems. Sinds 1946 maakt Addrup deel uit van de Duitse deelstaat Nedersaksen.
In 1987 bouwden de inwoners van Addrup de Göpelplatz, een dorpsplein met een paviljoen en een speelterrein voor kinderen.

## Opmerkelijke mensen
- Caspar Henry Borgess (1824-1890), bisschop van Detroit
- Clemens große Macke (1959), voormalig lid van de Landdag van Nedersaksen